# Мейсън Мур
Мейсън Мур (на английски: Mason Moore) е артистичен псевдоним на американската порнографска актриса Мегън Морисън (Megan Morrisson), родена на 1 февруари 1985 г. в Гранада Хилс, Лос Анджелис, щата Калифорния, САЩ.

## Награди и номинации
Номинации за награди
- 2010: Номинация за XBIZ награда за нова звезда на годината.[3]
- 2010: Финалистка за F.A.M.E. награда за любима нова звезда.[4]
- 2011: Номинация за AVN награда за недооценена звезда на годината.[5]
- 2011: Номинация за AVN награда за най-добра анална секс сцена.[5]
- 2011: Номинация за AVN награда за най-добра секс сцена с двойно проникване.[5]
- 2011: Номинация за AVN награда за най-добра тройна секс сцена.[5]
- 2012: Номинация за AVN награда за невъзпята звезда на годината.[6][5]